# Yumeta Company
Yumeta Company (ゆめ太カンパニー?), conocida como TYO Animations Inc. (株式会社TYOアニメーションズ Kabushiki gaisha TYO Animēshonzu?) de 2009 a 2017, es un estudio de animación japonés formado en 1990.

## Historia
Yumeta Company absorbió a Hal Film Maker y cambió su nombre a TYO Animations el 1 de julio de 2009.
El 1 de diciembre de 2017, Memory Tech Holdings anunció que había adquirido TYO Animations y la había convertido en una subsidiaria de Graphinica. También anunciaron que el nombre de la empresa volvería a ser Yumeta Company.

## Trabajos

### Como Yumeta Company (1990-presente)

#### Series de televisión
| Año  | Título                                                                        | Director(es)    | Fecha de primera transmisión | Fecha de última transmisión | Eps. | Notas | Refs.                |
| ---- | ----------------------------------------------------------------------------- | --------------- | ---------------------------- | --------------------------- | ---- | --- | -------------------- |
| 2003 | Massugu ni Ikō.                                                               | Kiyotaka Isako  | 18 de agosto de 2003         | 21 de agosto de 2003        | 4    | Adaptación del manga escrito e ilustrado por Kira.                                                         | [ 3 ]                |
| 2004 | Massugu ni Ikō. 2nd Season                                                    | Kiyotaka Isako  | 27 de marzo de 2004          | 1 de abril de 2004          | 5    | Secuela de Massugu ni Ikō..                                                                                | [ 4 ]                |
| 2004 | Harukanaru Toki no Naka de: Hachiyō Shō                                       | Aki Tsunaki     | 6 de octubre de 2004         | 30 de marzo de 2005         | 26   | Parte de Harukanaru Toki no Naka de.                                                                       | [ 5 ]                |
| 2006 | Kiniro no Corda: Primo Passo                                                  | Kōjin Ochi      | 2 de octubre de 2006         | 26 de marzo de 2007         | 25   | Adaptación del videojuego desarrollado por Koei.                                                           | [ 6 ]                |
| 2008 | Neo Angelique Abyss                                                           | Shin Katagai    | 7 de abril de 2008           | 30 de junio de 2008         | 13   | Spin-off de Angelique.                                                                                     | [ 7 ]                |
| 2008 | Neo Angelique Abyss: Second Age                                               | Shin Katagai    | 7 de julio de 2008           | 29 de septiembre de 2008    | 13   | Secuela de Neo Angelique Abyss.                                                                            | [ 8 ]                |
| 2009 | Miracle☆Train: Ōedo-sen e Yōkoso                                              | Ken'ichi Kasai  | 5 de octubre de 2009         | 28 de diciembre de 2009     | 13   | Historia original.                                                                                         | [ 9 ]                |
| 2018 | Akkun to Kanojo                                                               | Shin Katagai    | 6 de abril de 2018           | 21 de septiembre de 2018    | 25   | Adaptación del manga escrito e ilustrado por Waka Kakitsubata.                                             | [ 10 ] [ 11 ]        |
| 2018 | Kitsune no Koe                                                                | Kōjin Ochi      | 5 de octubre de 2018         | 21 de diciembre de 2018     | 12   | Adaptación del manhua escrito e ilustrado por Guang Xian Jun.                                              | [ 12 ]               |
| 2019 | Re:Stage! Dream Days♪                                                         | Shin Katagai    | 7 de julio de 2019           | 29 de septiembre de 2019    | 12   | Basado en una franquicia multimedia de Pony Canyon y Comptiq. Coproducción junto a Graphinica.             | [ 13 ]               |
| 2021 | Muv-Luv Alternative                                                           | Yukio Nishimoto | 7 de octubre de 2021         | 23 de diciembre de 2021     | 12   | Adaptación del videojuego desarrollado por âge. Coproducción junto a Graphinica.                           | [ 14 ]               |
| 2022 | Cue!                                                                          | Shin Katagai    | 8 de enero de 2022           | 25 de junio de 2022         | 24   | Basado en un juego para teléfonos de Liber Entertainment. Coproducción junto a Graphinica.                 | [ 15 ]               |
| 2022 | Tokyo Mew Mew New ♡                                                           | Takahiro Natori | 6 de julio de 2022           | 21 de septiembre de 2022    | 12   | Adaptación del manga escrito por Reiko Yoshida e ilustrado por Mia Ikumi. Coproducción junto a Graphinica. | [ 16 ]               |
| 2022 | Muv-Luv Alternative 2nd Season                                                | Yukio Nishimoto | 6 de octubre de 2022         | 22 de diciembre de 2022     | 12   | Secuela de Muv-Luv Alternative. Coproducción junto a Graphinica.                                           | [ 17 ]               |
| 2023 | Tokyo Mew Mew New ♡ 2nd Season                                                | Takahiro Natori | 5 de abril de 2023           | 21 de junio de 2023         | 12   | Secuela de Tokyo Mew Mew New ♡. Coproducción junto a Graphinica.                                           | [ 18 ]               |
| 2024 | Shinmai Ossan Bōkensha, Saikyō Party ni Shinu Hodo Kitaerarete Muteki ni Naru | Shin Katagai    | 2 de julio de 2024           | 24 de septiembre de 2024    | 12   | Adaptación de las novelas ligeras escritas por Kiraku Kishima e ilustradas por Tea.                        | [ 19 ] [ 20 ] [ 21 ] |

#### Películas
| Año  | Título                                        | Director(es)      | Fecha de lanzamiento    | Duración | Notas                                                                | Refs.  |
| ---- | --------------------------------------------- | ----------------- | ----------------------- | -------- | -------------------------------------------------------------------- | ------ |
| 2006 | Harukanaru Toki no Naka de: Maihitoyo         | Toshiya Shinohara | 19 de agosto de 2006    | 100m     | Parte de Harukanaru Toki no Naka de.                                 | [ 22 ] |
| 2018 | Kaijū Girls Kuro: Ultra Kaijū Gijinka Keikaku | Yasutaka Yamamoto | 23 de noviembre de 2018 | 57m      | Secuela de Kaijū Girls Kuro: Ultra Kaijū Gijinka Keikaku 2nd Season. | [ 23 ] |
| 2020 | Digimon Adventure: Last Evolution Kizuna      | Tomohisa Taguchi  | 21 de febrero de 2020   | 94m      | Secuela de Digimon Adventure Tri.                                    | [ 24 ] |
| 2023 | Digimon Adventure 02: The Beginning           | Tomohisa Taguchi  | 27 de octubre de 2023   | 80m      | Secuela de Digimon Adventure: Last Evolution Kizuna.                 | [ 25 ] |

#### ONAs
| Año  | Título                                                             | Director(es)                  | Fecha de primera transmisión | Fecha de última transmisión | Eps. | Notas | Refs.         |
| ---- | ------------------------------------------------------------------ | ----------------------------- | ---------------------------- | --------------------------- | ---- | --- | ------------- |
| 2018 | Destiny Child                                                      | Michio Fukuda                 | 1 de mayo de 2018            | 1 de mayo de 2018           | 1    | Adaptación del videojuego desarrollado por SHIFT UP Corporation y NextFloor.                                    | [ 26 ]        |
| 2019 | Cannon Busters                                                     | LeSean Thomas Takahiro Natori | 15 de agosto de 2019         | 15 de agosto de 2019        | 12   | Adaptación del cómic americano de LeSean Thomas. Coproducción junto a Satelight.                                | [ 27 ]        |
| 2020 | Michiru Rescue!                                                    | Kōjin Ochi                    | 27 de marzo de 2020          | 27 de marzo de 2020         | 1    | Historia original.                                                                                              | [ 28 ]        |
| 2023 | Shūmatsu no Valkyrie II                                            | Masao Ōkubo                   | 26 de enero de 2023          | 26 de enero de 2023         | 10   | Secuela de Shūmatsu no Valkyrie. Coproducción junto a Graphinica.                                               | [ 29 ]        |
| 2023 | Shūmatsu no Valkyrie II Part 2                                     | Masao Ōkubo                   | 12 de julio de 2023          | 12 de julio de 2023         | 5    | Secuela de Shūmatsu no Valkyrie II. Coproducción junto a Graphinica.                                            | [ 30 ]        |
| 2025 | Disney: Twisted-Wonderland The Animation - Episode of Heartslabyul | Takahiro Natori Shin Katagai  | Octubre de 2025              | —                           | —    | Adaptación del videojuego creado por Aniplex y Walt Disney Japan. Coproducción junto a Graphinica.              | [ 31 ]        |
| 2025 | Shūmatsu no Valkyrie III                                           | Kōichi Hatsumi                | Diciembre de 2025            | —                           | —    | Secuela de Shūmatsu no Valkyrie II Part 2. Coproducción junto a Maru Animation.                                 | [ 32 ] [ 33 ] |
| —    | Disney: Twisted-Wonderland The Animation - Episode of Savanaclaw   | Takahiro Natori Shin Katagai  | —                            | —                           | —    | Secuela de Disney: Twisted-Wonderland The Animation - Episode of Heartslabyul. Coproducción junto a Graphinica. |               |
| —    | Disney: Twisted-Wonderland The Animation - Episode of Octavinelle  | Takahiro Natori Shin Katagai  | —                            | —                           | —    | Secuela de Disney: Twisted-Wonderland The Animation - Episode of Savanaclaw. Coproducción junto a Graphinica.   |               |

#### OVAs
| Año  | Título                                            | Director(es)    | Fecha de primera transmisión | Fecha de última transmisión | Eps. | Notas                                                  | Refs.  |
| ---- | ------------------------------------------------- | --------------- | ---------------------------- | --------------------------- | ---- | ------------------------------------------------------ | ------ |
| 2000 | Angelique: Shiroi Tsubasa no Memoire              | Akira Shimizu   | 25 de marzo de 2000          | 27 de junio de 2000         | 2    | Adaptación del videojuego desarrollado por Ruby Party. | [ 34 ] |
| 2001 | Angelique: Seichi yori Ai wo Komete               | Akira Shimizu   | 25 de enero de 2001          | 27 de junio de 2001         | 3    | Secuela de Angelique: Shiroi Tsubasa no Memoire.       | [ 35 ] |
| 2001 | Animation Seisaku Shinkō Kuromi-chan              | Akitarō Daichi  | 30 de marzo de 2001          | 30 de marzo de 2001         | 1    | Historia original.                                     | [ 36 ] |
| 2002 | Angelique: Twin Collection                        | Aki Tsunaki     | 27 de marzo de 2002          | 25 de junio de 2003         | 8    | Secuela de Angelique: Shiroi Tsubasa no Memoire.       | [ 37 ] |
| 2003 | Harukanaru Toki no Naka de 2: Shiroki Ryū no Miko | Aki Tsunaki     | 23 de marzo de 2003          | 2 de febrero de 2005        | 3    | Parte de Harukanaru Toki no Naka de.                   | [ 38 ] |
| 2004 | Animation Seisaku Shinkō Kuromi-chan 2            | Akitarō Daichi  | 28 de enero de 2004          | 28 de enero de 2004         | 1    | Secuela de Animation Seisaku Shinkō Kuromi-chan.       | [ 39 ] |
| 2004 | Angelique                                         | Asumi Matsumura | 17 de marzo de 2004          | 23 de marzo de 2005         | 3    | Adaptación del videojuego desarrollado por Ruby Party. | [ 40 ] |
| 2005 | Harukanaru Toki no Naka de: Hachiyō Shō OVA       | Aki Tsunaki     | 23 de diciembre de 2005      | 27 de enero de 2006         | 2    | Parte de Harukanaru Toki no Naka de.                   | [ 41 ] |

#### Especiales
| Año  | Título                                         | Director(es)      | Fecha de primera transmisión | Fecha de última transmisión | Eps. | Notas                                    | Refs.  |
| ---- | ---------------------------------------------- | ----------------- | ---------------------------- | --------------------------- | ---- | ---------------------------------------- | ------ |
| 2007 | Harukanaru Toki no Naka de 3: Kurenai no Tsuki | Toshiya Shinohara | 28 de diciembre de 2007      | 28 de diciembre de 2007     | 1    | Parte de Harukanaru Toki no Naka de.     | [ 42 ] |
| 2009 | Kiniro no Corda: Secondo Passo                 | Kōjin Ochi        | 26 de marzo de 2009          | 5 de junio de 2009          | 2    | Secuela de Kiniro no Corda: Primo Passo. | [ 43 ] |
| 2010 | Harukanaru Toki no Naka de 3: Owarinaki Unmei  | Aki Tsunaki       | 4 de enero de 2010           | 4 de enero de 2010          | 1    | Parte de Harukanaru Toki no Naka de.     | [ 44 ] |

### Como TYO Animations (2009-2017)

#### Series de televisión
| Año  | Título                           | Director(es)               | Fecha de primera transmisión | Fecha de última transmisión | Eps. | Notas                                                                                           | Refs.  |
| ---- | -------------------------------- | -------------------------- | ---------------------------- | --------------------------- | ---- | ----------------------------------------------------------------------------------------------- | ------ |
| 2011 | Tamayura: Hitotose               | Jun'ichi Satō              | 3 de octubre de 2011         | 19 de diciembre de 2011     | 12   | Secuela de Tamayura.                                                                            | [ 45 ] |
| 2012 | Ginga e Kickoff!!                | Kōnosuke Uda               | 26 de marzo de 2012          | 26 de febrero de 2013       | 39   | Adaptación de la novela escrita por Hiroto Kawabata.                                            | [ 46 ] |
| 2012 | Chōyaku Hyakunin isshu: Uta Koi. | Ken'ichi Kasai             | 3 de julio de 2012           | 25 de septiembre de 2012    | 13   | Adaptación del manga escrito e ilustrado por Kei Sugita.                                        | [ 47 ] |
| 2013 | Odoriko Clinoppe                 | Shin Katagai               | 9 de mayo de 2013            | 28 de noviembre de 2013     | 26   | Adaptación del videojuego desarrollado por GREE.                                                | [ 48 ] |
| 2013 | Tamayura: More Aggressive        | Jun'ichi Satō              | 3 de julio de 2013           | 18 de septiembre de 2013    | 12   | Secuela de Tamayura: Hitotose.                                                                  | [ 49 ] |
| 2014 | Kiniro no Corda: Blue♪Sky        | Kōjin Ochi Takahiro Natori | 6 de abril de 2014           | 22 de junio de 2014         | 12   | Adaptación del videojuego desarrollado por Koei.                                                | [ 50 ] |
| 2014 | Ōkami Shōjo to Kuro Ōji          | Ken'ichi Kasai             | 5 de octubre de 2014         | 21 de diciembre de 2014     | 12   | Adaptación del manga escrito e ilustrado por Ayuko Hatta.                                       | [ 51 ] |
| 2015 | Sengoku Musō                     | Kōjin Ochi                 | 12 de enero de 2015          | 30 de marzo de 2015         | 12   | Adaptación del videojuego desarrollado por Koei Tecmo. Coproducción junto a Tezuka Productions. | [ 52 ] |
| 2015 | Yuru Yuri San☆Hai!               | Hiroyuki Hata              | 6 de octubre de 2015         | 22 de diciembre de 2015     | 12   | Secuela de Yuru Yuri Nachuyachumi!+.                                                            | [ 53 ] |
| 2016 | Terra Formars: Revenge           | Michio Fukuda              | 2 de abril de 2016           | 25 de junio de 2016         | 13   | Secuela de Terra Formars. Coproducción junto a Liden Films.                                     | [ 54 ] |

#### Películas
| Año  | Título                                      | Director(es)  | Fecha de lanzamiento    | Duración | Notas                                                   | Refs.  |
| ---- | ------------------------------------------- | ------------- | ----------------------- | -------- | ------------------------------------------------------- | ------ |
| 2015 | Tamayura: Sotsugyō Shashin Part 1 - Kizashi | Jun'ichi Satō | 4 de abril de 2015      | 51m      | Secuela de Tamayura: More Aggressive.                   | [ 55 ] |
| 2015 | Tamayura: Sotsugyō Shashin Part 2 - Hibiki  | Jun'ichi Satō | 29 de agosto de 2015    | 52m      | Secuela de Tamayura: Sotsugyō Shashin Part 1 - Kizashi. | [ 55 ] |
| 2015 | Tamayura: Sotsugyō Shashin Part 3 - Akogare | Jun'ichi Satō | 28 de noviembre de 2015 | 51m      | Secuela de Tamayura: Sotsugyō Shashin Part 2 - Hibiki.  | [ 55 ] |
| 2016 | Tamayura: Sotsugyō Shashin Part 4 - Ashita  | Jun'ichi Satō | 2 de abril de 2016      | 57m      | Secuela de Tamayura: Sotsugyō Shashin Part 3 - Akogare. | [ 55 ] |

#### OVAs
| Año  | Título                                               | Director(es)                 | Fecha de primera transmisión | Fecha de última transmisión | Eps. | Notas                                                       | Refs.  |
| ---- | ---------------------------------------------------- | ---------------------------- | ---------------------------- | --------------------------- | ---- | ----------------------------------------------------------- | ------ |
| 2010 | Mudazumo Naki Kaikaku: The Legend of Koizumi         | Tsutomu Mizushima            | 26 de febrero de 2020        | 26 de febrero de 2020       | 3    | Adaptación del manga escrito e ilustrado por Hideki Ohwada. | [ 56 ] |
| 2012 | One Off                                              | Shigeru Kimiya Jun'ichi Satō | 5 de agosto de 2012          | 7 de octubre de 2012        | 4    | Historia original.                                          | [ 57 ] |
| 2015 | Yuru Yuri Nachuyachumi!                              | Hiroyuki Hata                | 18 de febrero de 2015        | 18 de febrero de 2015       | 1    | Secuela de Yuru Yuri♪♪.                                     | [ 58 ] |
| 2015 | Ōkami Shōjo to Kuro Ōji: Gishinanki – Happening Kiss | Ken'ichi Kasai               | 24 de abril de 2015          | 24 de abril de 2015         | 1    | Adaptación del manga escrito e ilustrado por Ayuko Hatta.   |        |

#### Especiales
| Año  | Título                         | Director(es)  | Fecha de primera transmisión | Fecha de última transmisión | Eps. | Notas                                                  | Refs.  |
| ---- | ------------------------------ | ------------- | ---------------------------- | --------------------------- | ---- | ------------------------------------------------------ | ------ |
| 2014 | Sengoku Musō SP: Sanada no Shō | Kōjin Ochi    | 21 de marzo de 2014          | 21 de marzo de 2014         | 1    | Adaptación del videojuego desarrollado por Koei Tecmo. | [ 59 ] |
| 2015 | Yuru Yuri Nachuyachumi!+       | Hiroyuki Hata | 21 de agosto de 2015         | 18 de septiembre de 2015    | 2    | Secuela de Yuru Yuri Nachuyachumi!.                    | [ 60 ] |
| 2015 | Aria the Avvenire              | Jun'ichi Satō | 26 de septiembre de 2015     | 26 de septiembre de 2015    | 3    | Secuela de Aria the Origination.                       | [ 61 ] |